# Revista de cine
Revista de cine fue un programa de televisión pionero en su género, emitido por La 2 de Televisión española entre 1975 y 1981, siendo el primer programa especializado en cine de la televisión española.

## Formato
El título Revista de cine nació en 1974 como una sección del magazine televisivo Buenas tardes, que presentaba Santiago Vázquez y que contaba, semanalmente, con los comentarios del crítico cinematográfico Alfonso Sánchez.
En 1975 se convirtió ya en un programa propio. Se trataba de un espacio que repasaba semanalmente la actualidad cinematográfica, con especial atención a las películas estrenadas en las salas españolas los últimos siete días. Contaba además en esa labor, con la colaboración del propio Sánchez. Además, se realizaba la cobertura de los festivales de cine más importante, destacando sobre todos ellos el de San Sebastián y Cannes. Finalmente, también había monográficos en los que se hacía un análisis profundo sobre diferentes aspectos, géneros, personalidades o historia del séptimo arte.
El programa combinaba la emisión de reportajes con entrevistas en plató a directores, actores o actrices destacados en el momento, incluyendo figuras internacionales como Glenn Ford, Shirley McLaine, Pelé, Max Von Sydow y Sylvester Stallone. Se llegaron a emitir 1.300 entrevistas y 200 reportajes de películas a lo largo de los siete años de emisión.
El tema de cabecera era la sintonía principal de banda sonora de la película Los siete magníficos, compuesta por Elmer Bernstein.

## Contexto histórico
El programa coincidió con importantes cambios en la industria cinematográfica española durante la Transición, como la eliminación de la censura previa de guiones en febrero de 1976 y la abolición definitiva de la censura y el permiso de rodaje en diciembre de 1977. Su emisión se produjo durante un período crucial de transformación de TVE, que pasaba de ser un órgano de propaganda del franquismo a convertirse en un medio de comunicación más abierto.

## Equipo
- Director y presentador: Alfonso Eduardo Pérez Orozco.
- Realizador: Miguel Ángel Iniesta Cabezón.
- Productor: Miguel María Delgado.
- Redactor jefe: Alfonso Sánchez
- Asesor guionista: José Ruiz.
- Documentalista: Antonio de Gracia.
- Operador sonido: Enrique González.
- Operador: Pedro Martín.

## Premios
Alfonso Eduardo fue galardonado con el Premio Ondas de la Televisión en 1978 por su labor al frente del programa. Asimismo una mención especial en Medalla del Círculo de Escritores Cinematográficos de 1981.